# Taller in More Ways
Taller in More Ways (deutsch: In mehrfacher Hinsicht größer) ist das vierte Studioalbum der britischen Girlgroup Sugababes. Es wurde am 31. Oktober 2005 veröffentlicht. Die Produktion des Albums erfolgte durch Dallas Austin und Guy Sigsworth. Der Titel des Albums wurde von einer Textzeile der zweiten Single, Ugly, inspiriert.
Die Leadsingle des Albums Push the Button war ein internationaler Erfolg. Allein in Großbritannien verkaufte sich das Album bisher über 1.000.000 Mal.

## Hintergrundinformationen
2008 gab Keisha Buchanan in einem Interview mit Mirror.co.uk bekannt, dass Mutya Buena während der Produktionsphase, anders als vorher, überhaupt nicht am Songwriting beteiligt war. Trotzdem wird sie als Co-Autor bei 8 Songs des Albums genannt. Der Grund dafür war der Grundsatz der Band, „alles durch drei“ zu teilen. Am 21. Dezember 2005 gab Buena schließlich ihren Ausstieg aus der Band bekannt, da sie Pläne für eine Solokarriere hatte. Sie wurde durch Amelle Berrabah ersetzt. Daraufhin entschied sich das Label, das Album erneut zu veröffentlichen. Dafür nahm Berrabah für die Songs Gotta Be You, Follow me Home sowie Red Dress die Gesangsspuren von Buena neu auf. Zusätzlich wurde ein neues Lied namens Now You're Gone aufgenommen.

## Titelliste
1. Push the Button (Keisha Buchanan, Mutya Buena, Heidi Range, Dallas Austin) – 3:39
2. Gotta Be You (Christopher Stewart, P. Magnet, Terius Nash, Dallas Austin) – 3:40
3. Follow Me Home (Buchanan, Buena, Range, Jony Lipsey, Karen Poole, Jeremy Shaw, Jony Rockstar) – 3:58
4. Joy Division (Buchanan, Buena, Range, Lipsey, Cameron McVey, Rockstar) – 3:59
5. Red Dress (Buchanan, Buena, Range, Xenomania) – 3:38
6. Ugly (Austin) – 3:51
7. It Ain’t Easy (Austin) – 3:05
8. Bruised (Buchanan, Buena, Range, Guy Sigsworth, Cathy Dennis) – 3:04
9. Obsession (Holly Knight, Michael Des Barres, Austin) – 3:52
10. Ace Reject (Buchanan, Buena, Range, Xenomania) – 4:15
11. Better (Buchanan, Buena, Range, Peter Biker, Karsten Dahlgaard, C. Thorpe) [UK Bonus] – 3:44
12. 2 Hearts (Buchanan, Buena, Range, Lipsey, McVey, Rockstar) – 4:52
13. Now You’re Gone (Amelle Berrabah, Buchanan, Range, Tim Hawes, Niara Scarlett, Pete Kirtley) – 3:55 [New Version]

## Kritik
„Auch heuer wird das Soll erfüllt. Die Sugababes liefern wieder vier potenzielle Hitsingles ab, garnieren diese mit etwas Füllmaterial, von dem höchstens drei Songs durch das Qualitätsraster fallen, fertig ist ein sympathisches Pop-Album, an das der Hörer keine übermäßigen Erwartungen stellen darf. Dann bekommt er eine knappe Dreiviertelstunde geboten, was beim Film unter ‚Popcorn-Kino‘ firmiert. Und wer will darüber ernsthaft schimpfen?“

## Singleauskopplungen

### Chartplatzierungen
| Jahr | Titel           | Höchstplatzierung, Gesamtwochen, AuszeichnungChartplatzierungen (Jahr, Titel, , Platzierungen, Wochen, Auszeichnungen, Anmerkungen) | Höchstplatzierung, Gesamtwochen, AuszeichnungChartplatzierungen (Jahr, Titel, , Platzierungen, Wochen, Auszeichnungen, Anmerkungen) | Höchstplatzierung, Gesamtwochen, AuszeichnungChartplatzierungen (Jahr, Titel, , Platzierungen, Wochen, Auszeichnungen, Anmerkungen) | Höchstplatzierung, Gesamtwochen, AuszeichnungChartplatzierungen (Jahr, Titel, , Platzierungen, Wochen, Auszeichnungen, Anmerkungen) | Anmerkungen                              |
| Jahr | Titel           | DE | AT | CH | UK | Anmerkungen                              |
| ---- | --------------- | --- | --- | --- | --- | ---------------------------------------- |
| 2005 | Push the Button | DE2 (25 Wo.)DE | AT1 (26 Wo.)AT | CH3 (37 Wo.)CH | UK1 (23 Wo.)UK | Erstveröffentlichung: 26. September 2005 |
| 2005 | Ugly            | DE26 (13 Wo.)DE | AT14 (15 Wo.)AT | CH19 (19 Wo.)CH | UK3 (20 Wo.)UK | Erstveröffentlichung: 5. Dezember 2005   |
| 2006 | Red Dress       | DE27 (9 Wo.)DE | AT41 (11 Wo.)AT | CH31 (12 Wo.)CH | UK4 (12 Wo.)UK | Erstveröffentlichung: 6. März 2006       |
| 2006 | Follow Me Home  | — | — | — | UK32 (3 Wo.)UK | Erstveröffentlichung: 5. Juni 2006       |

### Ugly

#### Hintergrundinformationen
Die zweite Single des Albums, Ugly (deutsch: Hässlich), ist ein Akustikpop-Song über Selbstvertrauen und die Gleichheit jedes Menschen. Er wurde am 5. Dezember 2005 veröffentlicht. Zudem ist Ugly die letzte Single mit Mutya Buena, die knapp zwei Wochen nach der Veröffentlichung ihren Ausstieg aus der Band bekannt gab.
Das Musikvideo spielt in einem Lagerhaus, wo Menschen verschiedenen Alters, Herkunft und Hautfarbe ihre Talente wie bei einem Casting präsentieren. Die Menschen halten Schilder mit den Lyrics des Songs und des Albumtitels. Am Schluss des Videos bilden die Schilder der Leute den Satz „Don't be afraid to be YOU.“ (deutsch: Hab keine Angst, DU zu sein.)

#### Titelliste
| #  | Titel         | Spieldauer |
| -- | ------------- | ---------- |
| 1. | Ugly          | 3:02       |
| 2. | Come Together | 3:52       |
| 2. | Future Shock! | 4:05       |

### Red Dress

#### Hintergrundinformationen
Die dritte Single des Albums, Red Dress (deutsch: Rotes Kleid) wurde am 22. März 2006 in Deutschland veröffentlicht. Sie ist die erste Veröffentlichung mit dem neuen Bandmitglied Amelle Berrabah und konnte sich auf Platz 4 der UK-Singlecharts platzieren. Der Song sampelt das Stück Landslide des amerikanischen Sängers Tony Clark. Die britische Version der Single enthält als B-Seite das Arctic-Monkeys-Cover I Bet You Look Good on the Dancefloor, während auf der deutschen Veröffentlichung nur Remixe sowie das Video zu finden sind.
Das Musikvideo zum Song wurde von Tim Royes gedreht und zeigt die Bandmitglieder in roten Kleidern auf einem Catwalk.

#### Titelliste
| #  | Titel                                 | Spieldauer |
| -- | ------------------------------------- | ---------- |
| 1. | Red Dress                             | 3:39       |
| 2. | I Bet You Look Good on the Dancefloor | 2:46       |

### Follow Me Home

#### Hintergrundinformationen
Die vierte und letzte Single, Follow Me Home (deutsch: Folge mir nach Hause), wurde am 5. Juni 2006 ausschließlich in Großbritannien veröffentlicht. Sie wurde zur sich am schlechtesten verkaufenden Single der Sugababes.
Das Musikvideo wurde in der Tschechischen Republik gedreht und hatte am 30. April 2006 Premiere. Das Video spielt in Warschau zu Zeiten des Kalten Krieges und zeigt die Bandmitglieder, wie sie hochrangigen Militärmitgliedern Geheimnisse entlocken. Die Sängerinnen tragen Kleidung aus den 60er- und 70er-Jahren. Das Video wurde in einem Hotel, das extra für kommunistische Führer gebaut wurde, gefilmt.

#### Titelliste
| #  | Titel                  | Spieldauer |
| -- | ---------------------- | ---------- |
| 1. | Follow Me Home         | 3:58       |
| 2. | Living for the Weekend | 3:24       |

## Kommerzieller Erfolg

### Chartplatzierungen
| ChartsChartplatzierungen     | Höchstplatzierung | Wochen |
| ---------------------------- | ----------------- | ------ |
| Deutschland (GfK)            | 11 (26 Wo.)       | 26     |
| Österreich (Ö3)              | 5 (18 Wo.)        | 18     |
| Schweiz (IFPI)               | 6 (29 Wo.)        | 29     |
| Vereinigtes Königreich (OCC) | 1 (38 Wo.)        | 38     |

| ChartsJahrescharts (2005)    | Platzierung |
| ---------------------------- | ----------- |
| Vereinigtes Königreich (OCC) | 22          |

| ChartsJahrescharts (2006)    | Platzierung |
| ---------------------------- | ----------- |
| Vereinigtes Königreich (OCC) | 87          |

### Auszeichnungen für Musikverkäufe
| Land/Region                  | Auszeichnungen für Musikverkäufe (Land/Region, Auszeichnung, Verkäufe) | Verkäufe  |
| ---------------------------- | ---------------------------------------------------------------------- | --------- |
| Dänemark (IFPI)              | Gold                                                                   | (20.000)  |
| Deutschland (BVMI)           | Gold                                                                   | (100.000) |
| Europa (IFPI)                | Platin                                                                 | 1.000.000 |
| Irland (IRMA)                | 2× Platin                                                              | (30.000)  |
| Neuseeland (RMNZ)            | Gold                                                                   | 7.500     |
| Österreich (IFPI)            | Gold                                                                   | (15.000)  |
| Schweiz (IFPI)               | Gold                                                                   | (20.000)  |
| Vereinigtes Königreich (BPI) | 2× Platin                                                              | (600.000) |
| Insgesamt                    | 5× Gold · 5× Platin ·                                                  | 1.007.500 |

## Taller in More Ways - Tour
Mit der Veröffentlichung des neuen Albums kündigten die Sugababes eine neue Tour an, welche am 17. März 2006 in Sheffield startete und am 10. April in London beendet wurde. Die Tour fand ausschließlich in England (14 Konzerte), Schottland (1 Konzert) und Wales (1 Konzert statt).

### Setliste
Teil 1
- „Round Round“
- „Freak Like Me“
- „It Ain’t Easy“
- „Gotta Be You“

Teil 2
- „Shape/Stronger“
- „Too Lost In You“
- „Run For Cover“
- „I Bet You Look Good On The Dancefloor“

Teil 3
- „Overload“
- „Obsession“
- „Caught In A Moment“

Teil 4
- „Ugly“
- „Follow Me Home“ 1
- „Hole in the Head“

Zugabe
- „Red Dress“
- „Push The Button“